# Lumčík žlutonohý
Lumčík žlutonohý (Apanteles glomeratus) je druh blanokřídlého hmyzu ze skupiny lumčíkovitých. Dospělec je 3–7 mm dlouhý, hojně se vyskytuje na polích a v ovocných sadech. Larvy parazitují v housenkách mnoha druhů motýlů i škůdců zeleniny (např. bělásek zelný) nebo ovocných stromů (bělásek ovocný). Samička klade do těl housenek po 15 až 35 vajíčkách. Larvy se v těle housenek živí hemolymfou a tukovým tělesem. Dospělé larvy vylézají z těla hostitele a kuklí se na jeho povrchu.